# WNT10A
WNT10A (англ. Wnt family member 10A) – білок, який кодується однойменним геном, розташованим у людей на короткому плечі 2-ї хромосоми.  Довжина поліпептидного ланцюга білка становить 417 амінокислот, а молекулярна маса — 46 444.
| 10         |  | 20         |  | 30         |  | 40         |  | 50         |
| ---------- |  | ---------- |  | ---------- |  | ---------- |  | ---------- |
| MGSAHPRPWL |  | RLRPQPQPRP |  | ALWVLLFFLL |  | LLAAAMPRSA |  | PNDILDLRLP |
| PEPVLNANTV |  | CLTLPGLSRR |  | QMEVCVRHPD |  | VAASAIQGIQ |  | IAIHECQHQF |
| RDQRWNCSSL |  | ETRNKIPYES |  | PIFSRGFRES |  | AFAYAIAAAG |  | VVHAVSNACA |
| LGKLKACGCD |  | ASRRGDEEAF |  | RRKLHRLQLD |  | ALQRGKGLSH |  | GVPEHPALPT |
| ASPGLQDSWE |  | WGGCSPDMGF |  | GERFSKDFLD |  | SREPHRDIHA |  | RMRLHNNRVG |
| RQAVMENMRR |  | KCKCHGTSGS |  | CQLKTCWQVT |  | PEFRTVGALL |  | RSRFHRATLI |
| RPHNRNGGQL |  | EPGPAGAPSP |  | APGAPGPRRR |  | ASPADLVYFE |  | KSPDFCEREP |
| RLDSAGTVGR |  | LCNKSSAGSD |  | GCGSMCCGRG |  | HNILRQTRSE |  | RCHCRFHWCC |
| FVVCEECRIT |  | EWVSVCK    |  |            |  |            |  |            |

A: Аланін

C: Цистеїн

D: Аспарагінова кислота

E: Глутамінова кислота

F: Фенілаланін

G: Гліцин

H: Гістидин

I: Ізолейцин

K: Лізин

L: Лейцин

M: Метіонін

N: Аспарагін

P: Пролін

Q: Глутамін

R: Аргінін

S: Серин

T: Треонін

V: Валін

W: Триптофан

Кодований геном білок за функцією належить до білків розвитку. 
Задіяний у таких біологічних процесах як сигнальний шлях Wnt, поліморфізм. 
Локалізований у позаклітинному матриксі.
Також секретований назовні.